# Paenitentiam Agere
Paenitentiam Agere – siódma encyklika papieża Jana XXIII sygnowana datą 1 lipca 1962 r. dotycząca pokuty. 